# Kutnjak
Kutnjak es una localidad de Croacia en el municipio de Legrad, condado de Koprivnica-Križevci.

## Geografía
Se encuentra a una altitud de 137 m s. n. m. a 114 km de la capital nacional, Zagreb.

## Demografía
En el censo 2011, el total de población de la localidad fue de 278 habitantes.
| Gráfica de población de Kutnjak 1857-2011                           |
|                                                                     |
| Según los censos de población de la oficina estadística de Croacia. |